# بريتني غاستينيو
بريتني أماندا إيرين غاستينيو (بالإنجليزية: Brittny Gastineau)‏ (ولدت في 11 نوفمبر 1982) عارضة أزياء، شخصية تلفزيونية وممثلة أمريكية، عرفت بظهورها في فيلم برونو (2009)، فيلثي ريتش: كاتل دريف (2005) ومواكبة كارداشيانز (2007).

## نشأتها
ولدت غاستينيو في مدينة نيويورك. وهي ابنة ليزا غاستينيو ولاعب فريق كرة القدم الأمريكية نيويورك جيتز السابقة مارك غاستينيو. أثناء إجراءات الطلاق بين والديها عاشت مع جدتها وحضرت المدرسة العامة في مدرسة كلاركستاون الثانوية الشمالية في نيو سيتي، نيويورك. بعد تخرجها من المدرسة الثانوية التحقت بجامعة ألاباما قبل أن تعود إلى مدينة نيويورك للعمل كعارضة أزياء.

## روابط خارجية
- بريتني غاستينيو على موقع IMDb (الإنجليزية)
- بريتني غاستينيو على موقع قاعدة بيانات الفيلم (الإنجليزية)
- بريتني غاستينيو في توتير
- Article in Lucire Magazine
- Brief interview with Stuff Magazine
- Gastineau Girls at AskMen.com